# Ostellato
Ostellato (Ustlà en dialecte de Ferrare) est une commune de la province de Ferrare dans la région Émilie-Romagne en Italie.

## Géographie
À 2 mètres au-dessus du niveau de la mer, Ostellato trône au milieu du delta du Pô et à l’ouest et début des marais de Comacchio, dans une plaine alluvionnaire vouée à l’agriculture.

La commune a son propre marais (Anse vallive) relié aux marais de Comacchio par un canal.

La cité est traversée par la route provinciale SP39 qui la relie à l’autoroute Ferrare-Porto Garibaldi et qui assure la liaison à l’autoroute A13 (Bologne-Padoue), 36 km à l’Ouest et à la route nationale SS309 Romea qui mène à Comacchio (23 km), Porto Garibaldi et l’Adriatique (30 km à l’Est). 

La ligne de chemin de fer Ferrovia Emilia Romagna (Ferrare-Codigoro) assure la liaison avec les grandes cités.
Distance des grandes villes voisines :
- Ferrare : 29 km ;
- Bologne : 55 km ;
- Milan : 231 km ;
- Venise : 83 km par autoroute ;
- Padoue : 74 km.

## Histoire
Sur le territoire de la commune se trouve le site archéologique étrusque de Spina.
La commune est citée pour la première fois dans une bulle du pape Grégoire V de 997 sous le nom de Ustullatum. Possession de Comacchio, elle passa ensuite à l’Abbaye de Pomposa pour finir à la Maison d'Este qui considéra le territoire comme un lieu pour la chasse et y fit construire plusieurs résidences dont le Palazzo Strozzi, la Villa Tassoni et la Villa Marfisa (aujourd’hui Villa Dalbuono).

Après 1598, quand les Este perdirent le duché de Ferrare, Ostellato, comme toute la province, retourna sous l’État pontifical avec l’abandon progressif des marais en faveur de Comacchio. Cet abandon des marais et de leur entretien favorisa le développement des maladies et des épidémies qui ne furent contrecarrées qu’à la moitié du XIXe siècle, grâce aux opérations de bonification des terres qui ne se terminèrent que dans les années 1960.

## Économie
Tournée au début vers l’agriculture, la commune dispose de nombreuses petites industries artisanales spécialisées, outre les produits de la terre, vers l’électronique et la petite mécanique.

## Monuments d’intérêt
- Sanctuaire de San Vito ;
- Église de San Pietro e Paolo ;
- Musée du territoire et musée civique de l’histoire naturelle du delta du Pô.

## Fêtes et foires
- Foire de San Pietro e Paolo ;
- Sacra della zucca, sacre de la citrouille, fin octobre et début novembre.

## Administration
| Période                                  | Période  | Identité      | Étiquette     | Qualité |
| ---------------------------------------- | -------- | ------------- | ------------- | ------- |
| 08/06/2009                               | En cours | Andrea Macchi | Centre gauche |         |
| Les données manquantes sont à compléter. |          |               |               |         |

### Hameaux
Dogato, Rovereto, San Giovanni, Libolla, Campolungo, Medelana, San Vito e Alberlungo.

### Communes limitrophes
Comacchio (20 km), Lagosanto (16 km), Masi Torello (13 km), Massa Fiscaglia (9 km), Migliarino (3 km), Migliaro (7 km), Portomaggiore (12 km), Tresigallo (9 km).

## Population

### Évolution de la population en janvier de chaque année
| 1861  | 1901  | 1921  | 1951   | 1961  | 1971  | 1981  | 1991  | 2001  |
| ----- | ----- | ----- | ------ | ----- | ----- | ----- | ----- | ----- |
| 4 254 | 6 228 | 8 583 | 10 592 | 8 861 | 8 010 | 7 864 | 7 488 | 6 944 |

| 2011  | - | - | - | - | - | - | - | - |
| ----- | - | - | - | - | - | - | - | - |
| 6 558 | - | - | - | - | - | - | - | - |

## Personnalités liées à la commune
- Carlo Chendi, scénariste de BD, y est né le 10 juillet 1933[2].